# Lichteck (Gemeinde Bärnkopf)
Lichteck (früher auch Lichtegg) ist eine Rotte in der Gemeinde Bärnkopf im Bezirk Zwettl in Niederösterreich
Die Ortschaft befindet sich an einem Güterweg zwischen Dorfstadt und Saggraben am Hang des 970 Meter hohen Lichteck-Berges. Im Ort gibt es 1998 sechs Wohnadressen sowie eine 1981 errichtete Kapelle.
Im Eintrag der Josephinischen Fassion aus Jahre 1786/87 gab es in der heutigen Ortslage 5 Häuser, welche die Hausnummern Dorfstadt 29 bis 33 hatten und der Herrschaft Pöggstall unterstellt waren, im Franziszeischen Kataster aus dem Jahr 1823 wird der Ort als Lichtek genannt und ist der Gemeinde Oedt zugeordnet, diese war der Herrschaft Gutenbrunn unterstellt.
In Folge der Theresianischen Reformen wurde der Ort dem Kreis Ober-Manhartsberg unterstellt und nach dem Umbruch 1848 war er bis 1867 dem Amtsbezirk Ottenschlag zugeteilt.
Mit der Aufhebung der Grundherrschaften und der Bildung von Ortsgemeinden wurde der Ort 1849 ein Teil der Katastralgemeinde Weinsberger Forst die der Gemeinde Gutenbrunn zugeordnet war. Nach der Gründung der eigenständigen Gemeinde Bärnkopf im Jahr 1923 wurde Saggraben als Rotte ein Teil derselben.
1974 wird der Güterweg von Dorfstadt über Lichteck nach Saggraben errichtet.